# Vampyromorphida
Ordre
Les Vampyromorphides (Vampyromorphida) forment un ordre de céphalopodes abyssaux. Le vampire des abysses (Vampyroteuthis infernalis) est l'unique représentant connu encore vivant de cet ordre.
Ils ne disposent pas de sac à encre.

## Classification
L'ordre des Vampyromorphida a été divisé en quatre sous-ordres, dont trois sont éteints :
- Sous-ordre †Kelaenina

- †Muensterellidae

- Sous-ordre †Prototeuthina

- †Loligosepiidae
- †Geopeltididae
- †Lioteuthididae
- †Mastigophoridae

- Sous-ordre †Mesoteuthina

- †Palaeololiginidae

- †Teudopseinae
- †Palaeololigininae

- Sous-ordre Vampyromorphina

- Vampyroteuthidae